# Montañas sagradas de China

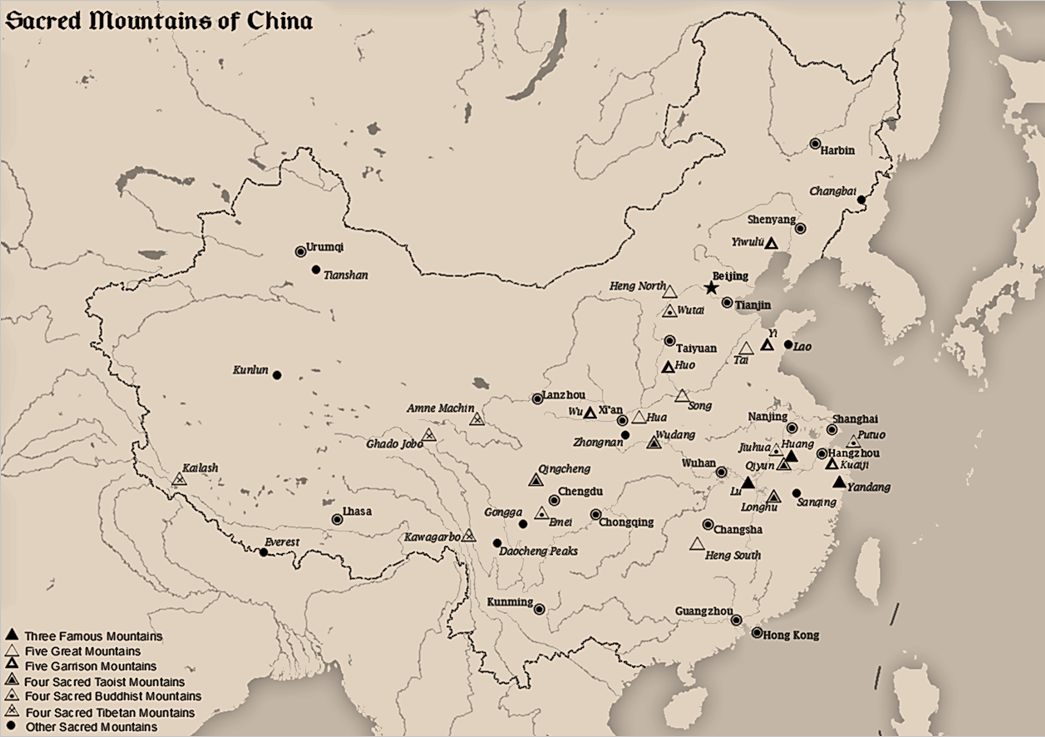
Mapa mostrando las montañas sagradas de China

Son muchas las montañas que son consideradas montañas sagradas de China y se refieren a varios grupos de montañas. La expresión «las cinco grandes montañas» (en chino tradicional, 五嶽; en chino simplificado, 五岳; pinyin, Wǔyuè) se refiere a cinco de las montañas más famosas de la historia de China, que fueron objeto de peregrinaje imperial por parte de los emperadores a lo largo de los siglos. Están asociadas con el dios supremo del cielo y las cinco principales deidades cósmicas de la religión tradicional china. Otro grupo asociado con el Budismo se conoce como las «cuatro montañas sagradas del Budismo» (en chino, 四大佛教名山; pinyin, Sì dà fójiào míngshān), y el grupo asociado con el Taoísmo se conoce como las «cuatro montañas sagradas del Taoísmo» (en chino, 四大道教名山; pinyin, Sì dà dàojiào míngshān).
Todas las montañas sagradas han sido destinos importantes de peregrinación y la expresión china para peregrinaje (en chino tradicional, 朝聖; en chino simplificado, 朝圣; pinyin, cháoshèng) es una versión abreviada de una expresión que significa «rendir respeto a una montaña sagrada» (en chino tradicional, 朝拜聖山; en chino simplificado, 朝拜圣山; pinyin, cháobài shèng shān).

## Las cinco grandes montañas

Los cinco elementos, deidades cósmicas, encarnaciones históricas, dioses ctónicos y dragones, y planetas, asociados a las cinco montañas sagradas. Esta cosmología religiosa china muestra al Emperador Amarillo, dios de la tierra y del año, como el centro del cosmos, y a los cuatro dioses de las direcciones y las estaciones como sus emanaciones. El diagrama está basado en el Huainanzi.

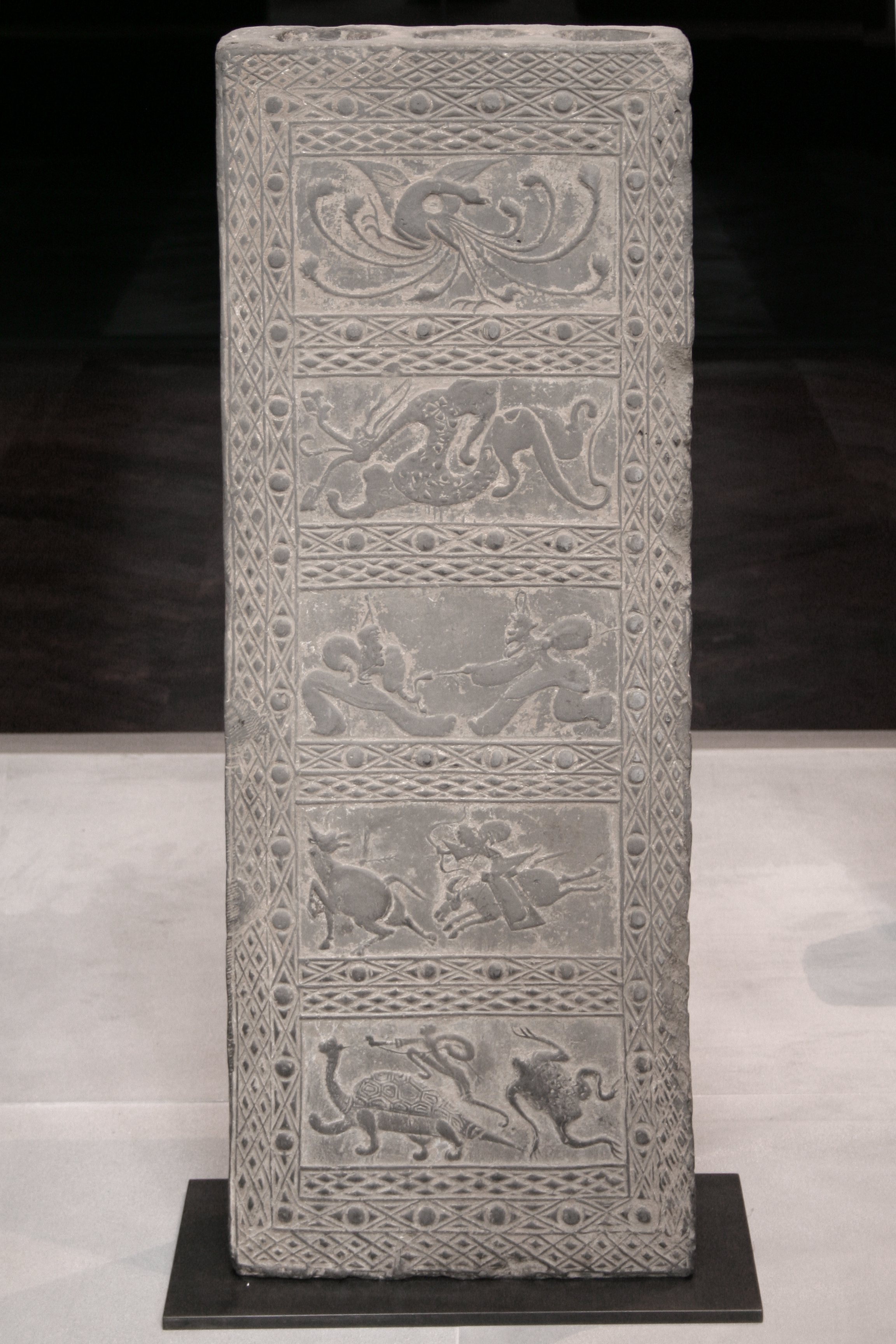
Un mosaico de la dinastía Han que representa emblemáticamente los cinco puntos cardinales.

Las «cinco grandes montañas» o Wuyue son un grupo de cinco montañas que están dispuestas según los cinco puntos cardinales de la geomancia china, que incluye el centro como dirección. La agrupación de las cinco montañas apareció durante el período de los Reinos combatientes (475 a. C.-221 a. C.), y el término Wuyue ('Cinco cumbres') se hizo popular durante el reinado del emperador Wudi de la dinastía Han Occidental 140-87 a. C.. En la religión tradicional china tienen un significado cosmológico y teológico como la representación, en el plano físico de la tierra, del mundo ordenado que emana del Dios del Cielo (Tian–Shangdi), inscribiendo el territorio chino como un tán (en chino, 壇; literalmente, ‘altar’), el concepto chino equivalente al mandala indio.
Las cinco montañas se encuentran entre los hitos naturales más conocidos de la historia de China y, desde los primeros períodos de la historia china, han sido lugares rituales de adoración y sacrificio imperial por parte de varios emperadores. Los primeros soberanos legendarios de China iban de excursión o formaban procesiones a las cumbres de las cinco grandes montañas. Cada visita tenía lugar en la misma época del año. Las excursiones eran viajes de caza y terminaban en ofrendas rituales al dios reinante.
Los emperadores, empezando por el primer emperador de Qin, formalizaron estas expediciones y las incorporaron al ritual estatal según lo prescrito por el Confucianismo. Con cada nueva dinastía, el nuevo emperador se apresuraba a acudir a las cinco grandes montañas para reclamar sus dominios recién adquiridos. Salvo una serie de interrupciones, esa costumbre imperial se conservó hasta el final de la última dinastía, cuando, después de la caída de la dinastía Qing en 1911, Yuan Shikai se hizo coronar emperador en el Templo del Cielo en Beijing. Pero solo para estar seguro, también hizo una ofrenda al dios del norteño monte Heng.
En la década de 2000 se reanudaron los sacrificios formales tanto en el rito confuciano como taoísta. Las cinco grandes montañas se han convertido en lugares de peregrinación donde cientos de peregrinos se reúnen en templos y cuevas. Aunque las cinco grandes montañas no están tradicionalmente canonizadas por tener afiliaciones religiosas exclusivas, muchas de ellas tienen una fuerte presencia taoísta, por lo tanto, las cinco montañas también están agrupadas por algunos como parte de las «montañas sagradas taoístas». También hay varios templos budistas y academias confucianas construidas en esas montañas.
Alternativamente, a veces se hace referencia a esas montañas por las direcciones respectivas: la «gran montaña del Norte» (en chino tradicional, 北嶽; en chino simplificado, 北岳; pinyin, Běi Yuè), «Gran montaña del Sur» (en chino tradicional, 南嶽; en chino simplificado, 南岳; pinyin, Nán Yuè), «gran montaña del Este» (en chino tradicional, 東嶽; en chino simplificado, 东岳; pinyin, Dōng Yuè), «gran montaña Occidental» (en chino tradicional, 西嶽; en chino simplificado, 西岳; pinyin, Xī Yuè) y «gran montaña Central» (en chino tradicional, 中嶽; en chino simplificado, 中岳; pinyin, Zhōng Yuè).
Según la mitología china, las «cinco grandes montañas» se habrían originado a partir del cuerpo de Pangu (en chino tradicional, 盤古; en chino simplificado, 盘古; pinyin, Pángǔ), el primer ser y creador del mundo. Debido a su ubicación oriental, el monte Tài está asociado con el sol naciente, que significa nacimiento y renovación. Debido a esa interpretación, a menudo se la considera la más sagrada de las «cinco grandes montañas». De acuerdo con su posición especial, se cree que el monte Tài se formó a partir de la cabeza de Pangu; se piensa que el monte Heng, en Hunan, sería un resto del brazo derecho de Pangu, que el monte Heng en Shanxi lo sería de su brazo izquierdo, que el monte Song sería su vientre y que el monte Hua serían sus pies.

### Conservación de la naturaleza
En la antigüedad, las montañas eran lugares de autoridad y miedo, gobernados por fuerzas oscuras y adoradas fielmente. Una de las razones de tal adoración era el valor de las montañas para la existencia humana como fuente de bienestar y fertilidad, como lugar de nacimiento de los ríos, como lugar donde crecían hierbas y plantas medicinales y como fuente de materiales para construir casas y herramientas. Un elemento básico del pensamiento taoísta era, y sigue siendo, un sentimiento intuitivo de conexión con la naturaleza. Ya en el siglo IV, los taoístas presentaron a los sumos sacerdotes los 180 preceptos del Señor Lao sobre cómo vivir una vida buena y honesta. Veinte de esos preceptos se enfocaban explícitamente hacia la conservación de la naturaleza, mientras que muchos otros preceptos estaban dirigidos indirectamente a prevenir la destrucción de la naturaleza. El respeto por la naturaleza ha sido un componente clave del Taoísmo desde el principio y, por derecho propio, explica por qué las «cinco grandes montañas» se consideraban sagradas. Además, los taoístas consideran las montañas como un medio de comunicación entre el cielo y la tierra y como el lugar donde se puede encontrar la inmortalidad. La santidad de las «cnco grandes montañas» es la razón por la que aún hoy en día esas montañas albergan una diversidad excepcional de plantas, árboles y especies animales.

### Gran montaña del Este: Tài Shān
«Montaña tranquila» (en chino tradicional, 泰山; en chino simplificado, 泰山) Shāndōng Province, 1545 m 36°15′N 117°06′E / 36.250, 117.100
Esta montaña está asociada al Feng Shan y por extensión al Mandato del Cielo y de vida o muerte, siendo la más importante de todas las montañas.

### Gran montaña del Oeste: Huà Shān

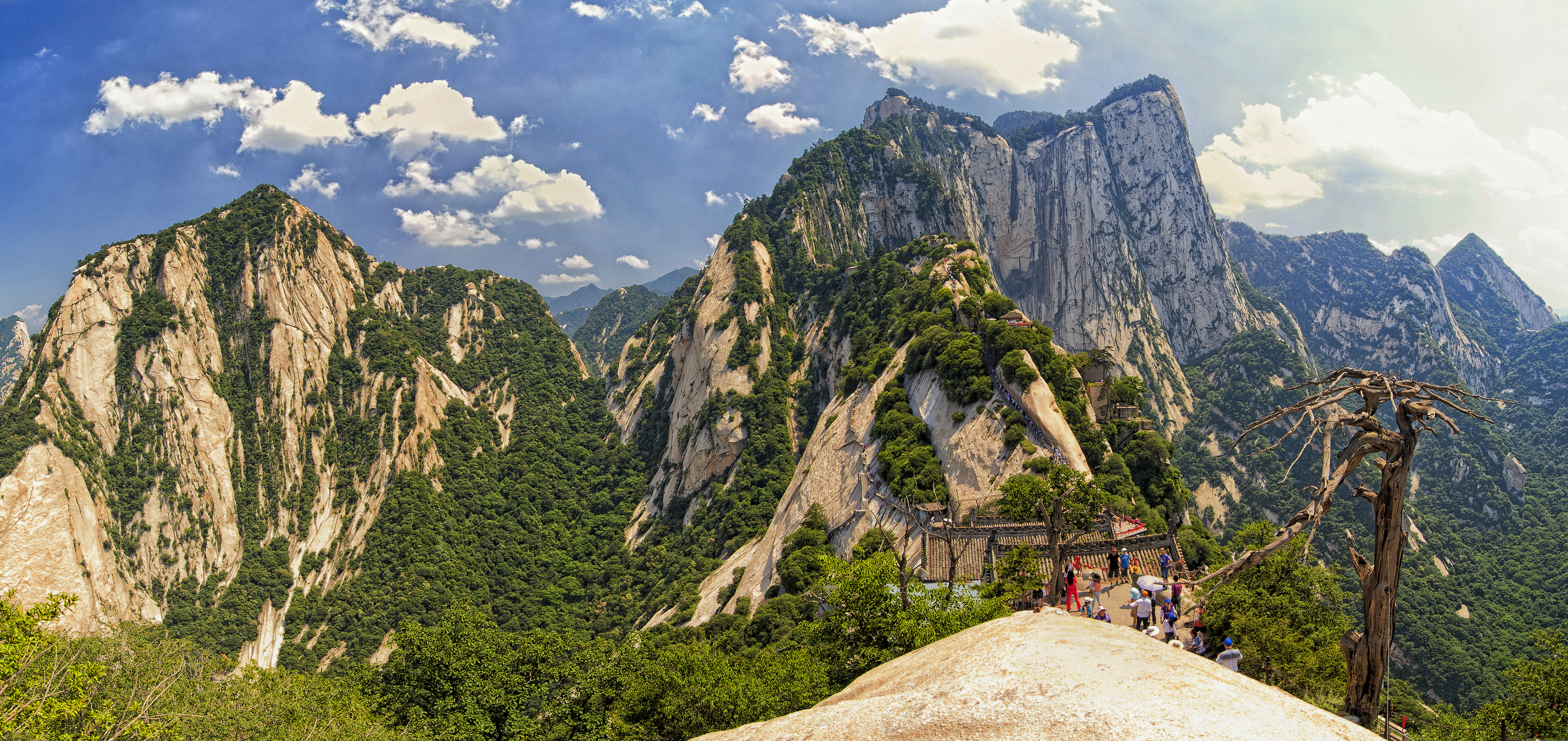
Huà Shān

«Montaña del Esplendor» (en chino tradicional, 華山; en chino simplificado, 华山) provincia de Shaanxi, 2154 m 34°29′N 110°05′E / 34.483, 110.083

### Gran montaña del Sur: Héng Shān (Hunan)
«Montaña del Equilibrio» (en chino tradicional, 衡山; en chino simplificado, 衡山), provincia de Hunan, 1290 m 27°15′17″N 112°39′21″E / 27.254798, 112.655743

### Gran montaña del Norte: Héng Shān (Shanxi)
«Montaña de la Constancia» (en chino tradicional, 恆山; en chino simplificado, 恒山), provincia de Shanxi, 2017 m 39°40′26″N 113°44′08″E / 39.67389, 113.73556 
A lo largo de la historia, ha habido más de un lugar con la designación de monte Heng, la gran montaña del Norte.
Originalmente fue el monte Heng el que fue designada como gran montaña del Norte, con el pico principal conocido hoy como monte Damao (大茂山), ubicado en la intersección del actual condado de Fuping, el condado de Laiyuan y el condado de Tang en la provincia de Hebei.
El monte Heng pasó a llamarse monte Chang (常山) para evitar el tabú de compartir el mismo nombre personal que el emperador Wen de Han. Las apelaciones Heng y Chang se utilizaron ampliamente en el pasado para nombrar varios distritos de la región, como la prefectura de Changshan (常山郡), la prefectura de Hengshan (恒山郡) y Hengzhou (恒州).
Si bien era costumbre de los emperadores de la etnia Han ordenar que se realizaran ritos con regularidad para honrar las cinco grandes montañas, la ubicación original del monte Heng ocasionó que durante gran parte de las eras de fragmentación, la región estuviera bajo gobernantes que no eran Han o en un área disputada. Los santuarios construidos para realizar los ritos fueron descuidados y dañados por el tiempo y los desastres naturales. El declive fue especialmente agudo después del derrocamiento de la dinastía Yuan cuando la población local se redujo drásticamente después de las guerras.
Esto creó oportunidades para que los funcionarios de la dinastía Ming, que eran nativos de Shanxi, difundieran rumores de que el espíritu del monte Heng había abandonado la ubicación original y se había asentado en la montaña Xuanwu, en el condado de Hunyuan, en Shanxi. Entre los reinados del emperador Hongzhi y del emperador Wanli, siguieron solicitando a los emperadores que declararan el cambio y decretaran que los ritos de la gran montaña del Norte se trasladaran allí. En 1586, el emperador Wanli optó por un compromiso al volver a designar la montaña Xuanwu como el monte Heng, pero ordenó que los ritos pertinentes continuaran realizándose en el histórico Templo Beiyue.
El movimiento por el cambio persistió después de la desaparición de la dinastía Ming y en la dinastía Qing. Finalmente, el emperador Shunzhi consintió en que los ritos también se trasladaran a Shanxi.

### Gran montaña del Centro: Sōng Shān
«Montaña imponente» (en chino tradicional, 嵩山; en chino simplificado, 嵩山), provincia de Henan, 1494 m 34°29′5″N 112°57′37″E / 34.48472, 112.96028

## Montañas sagradas del Budismo
| Montaña                     | Signo   | Provincia | Metal  | Deidad        | Imagen |
| Monte Wutai (Wutai Shan)    | 五臺山T | Shanxi    | Oro    | Wenshu 文殊?  |        |
| Monte Putuo (Putuo Shan)    | 普陀山? | Zhejiang  | Plata  | Guanyin 觀音T |        |
| Monte Emei (Emei Shan)      | 峨嵋山? | Sichuan   | Bronce | Puxian 普賢T  |        |
| Montes Jiuhua (Jiuhua Shan) | 九華山T | Anhui     | Eisen  | Dizang 地藏?  |        |

En el Budismo chino, las «cuatro montañas sagradas» son:

### Wǔtái Shān
«Montaña de cinco plataformas» (en chino, 五台山), provincia de Shanxi, 3058 m, 39°04′45″N 113°33′53″E / 39.07917, 113.56472
En Wutai se encuentra el Bodhisattva de la sabiduría, Manjusri o Wenshu (文殊). Es Patrimonio de la Humanidad, «Monte Wutai».

### Éméi Shān
«Montaña alta e imponente» (en chino tradicional, 峨嵋山; en chino simplificado, 峨嵋山),  provincia de Sìchuan, 3099 m
El bodhisattva patrón de Emei es Samantabhadra, conocido en chino como Puxian (普贤菩萨). El monte Emei es Patrimonio de la Humanidad, «Paisaje panorámico del Monte Emei, incluyendo el paisaje panorámico del Gran Buda de Leshan».

### Jǐuhuá Shān
«Montaña de las Nueve Glorias» (en chino tradicional, 九華山; en chino simplificado, 九华山), provincia de Anhui, 1341 m, 30°28′56″N 117°48′16″E / 30.48222, 117.80444
Muchos de los santuarios y templos de la montaña están dedicados a Ksitigarbha (conocido en chino como Dìzàng, 地藏, en japonés como Jizō), quien es un bodhisattva y protector de los seres en el reino de los Narakas, el reino de los infiernos.

### Pǔtuó Shān
«Monte Potalaka» (sánscrito) (en chino tradicional, 普陀山; en chino simplificado, 普陀山), provincia de Zhejiang, 284 m 30°00′35″N 122°23′06″E / 30.00972, 122.38500
Esta montaña es considerada el bodhimanda de Avalokitesvara (Guan Yin), bodhisattva de la compasión. Se convirtió en un lugar de peregrinación popular y recibió apoyo imperial en la dinastía Song.
- Estatuas colosales en las montañas sagradas del Budismo

"Estatuas
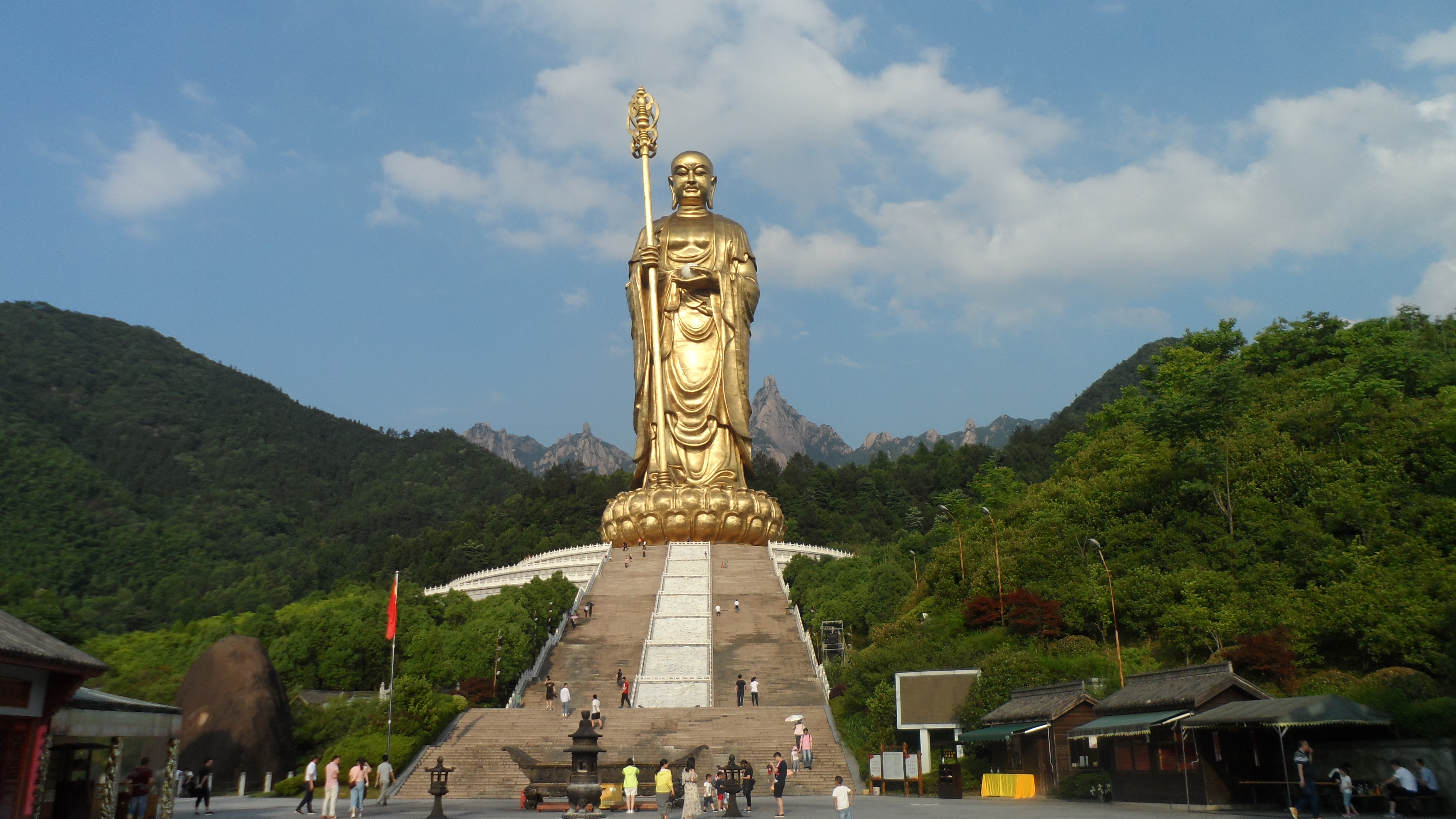
Una vista de la estatua de 99 m de Ksitigarbha Bodhisattva en Jiuhuashan
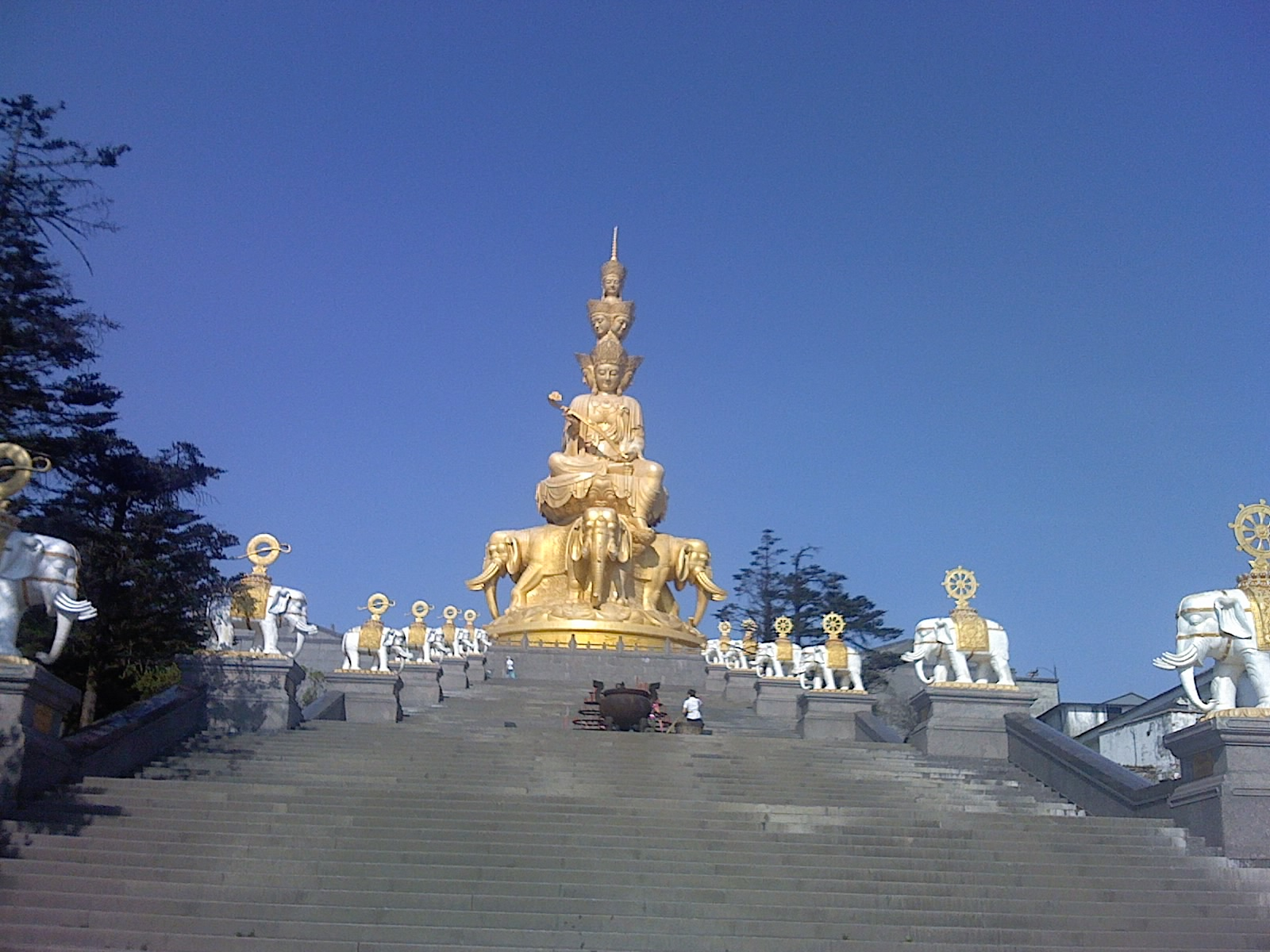
Panorama del monte Emei con la estatua de Samantabhadra
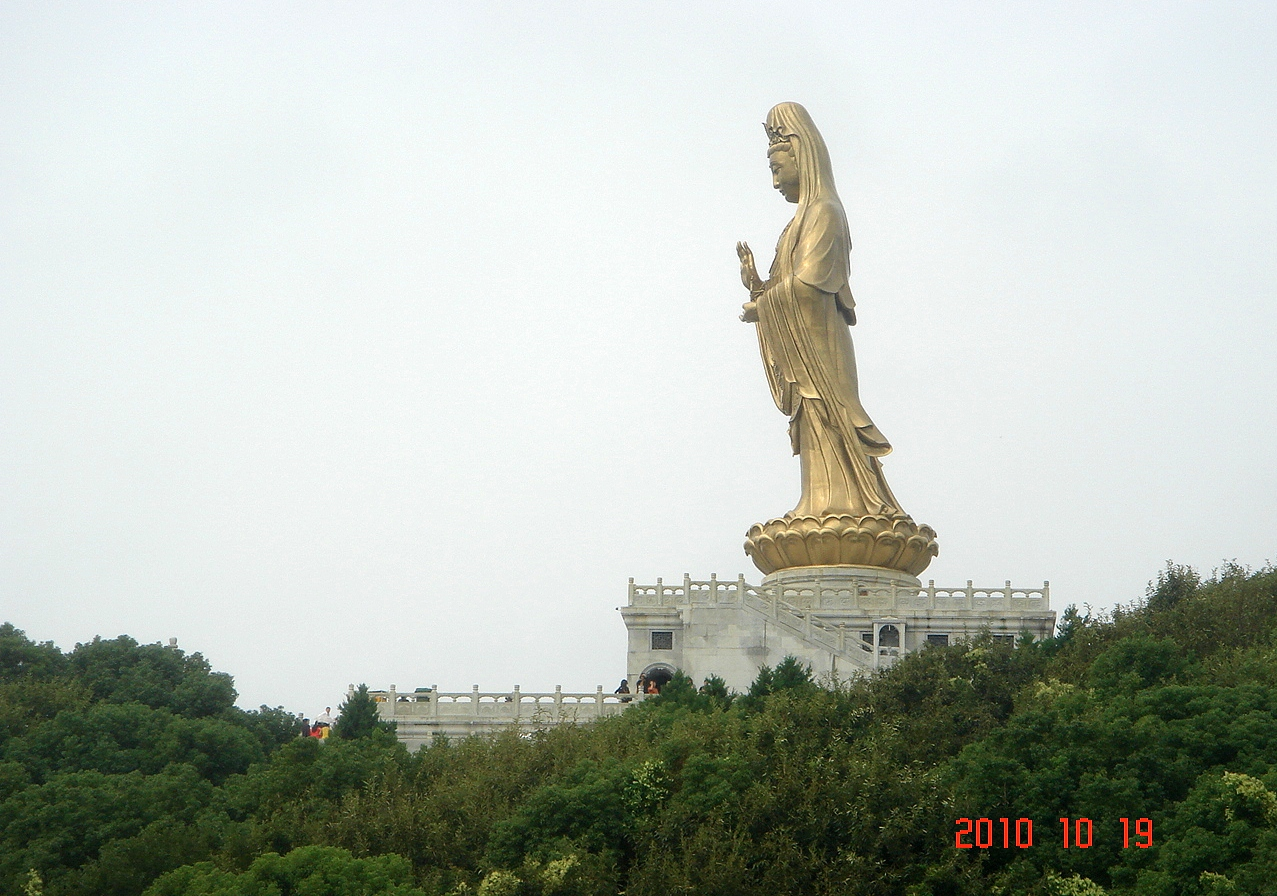
Estatua de Guanyin, monte Putuo

### Otras montañas sagradas del Budismo

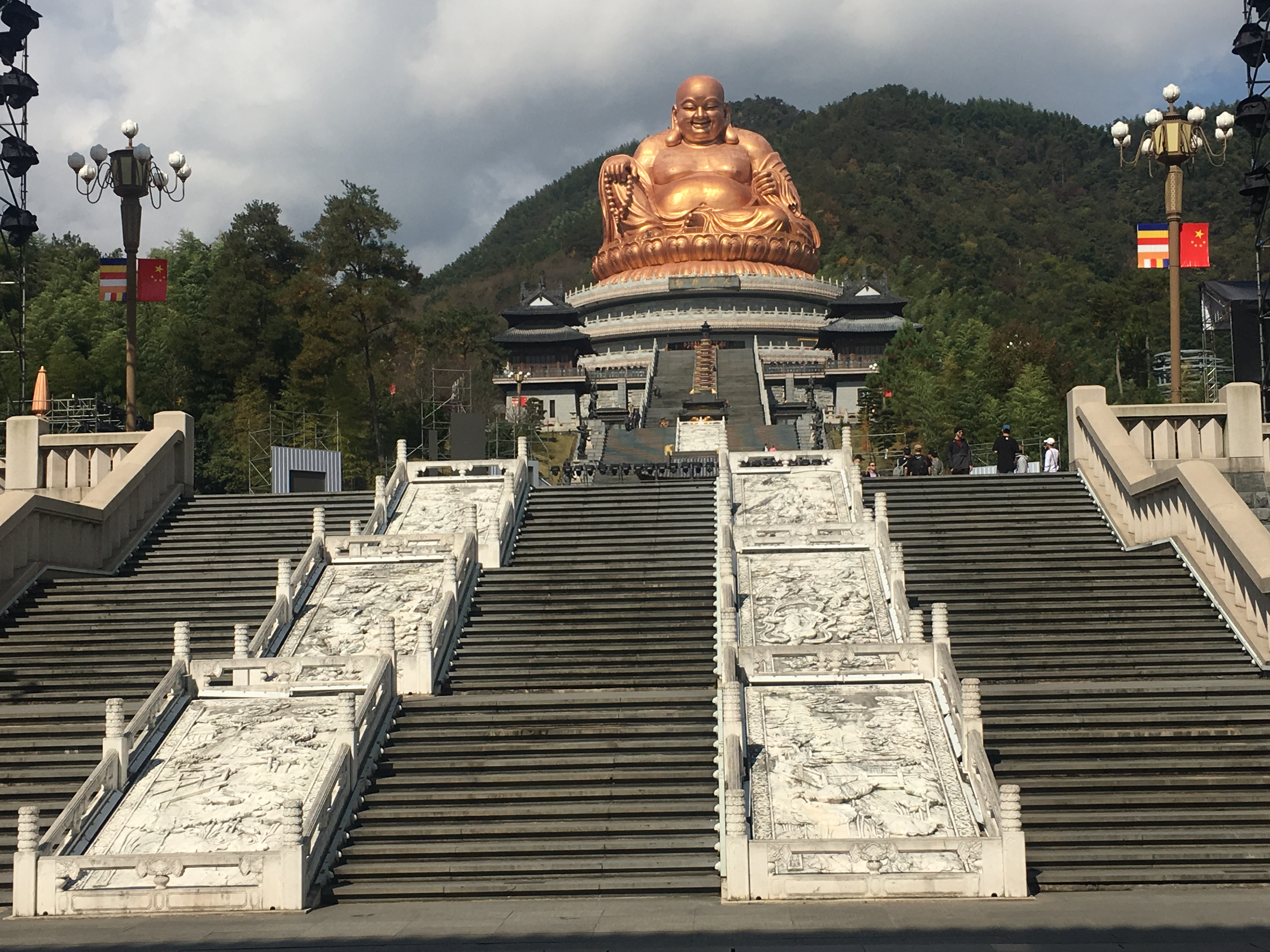
Estatua de Maitreya - Budai llamado "Reino Humano Maitreya" en el monte Xuedou.

El monte Xuedou (雪竇山) ha sido promovido recientemente como la quinta montaña sagrada del Budismo chino. Esto fue defendido por primera vez por Changxing (1896-1939), un socio del famoso reformador Taixu. La montaña Xuedou es vista como el lugar sagrado del bodhisattva Maitreya. Se encuentra a 8 kilómetros al noroeste de la ciudad de Xikou, ciudad de Fenghua, Zhejiang. La montaña Xuedou está a 29°41'3,1"N, 121°7'12,0"E. En el monte Xuedou se encuentra el monasterio Xuedou, que ha sido recientemente ampliado, pero que se fundó originalmente en la dinastía Jin y que está conectado con el excéntrico monje llamado Budai, que se considera una emanación de Maitreya.
Fanjing shan (en chino, 梵净山; pinyin, Fànjìngshān) parte de las montañas Wuling en Tongren, Guizhou, es otra montaña sagrada asociada con Maitreya. También es Patrimonio de la Humanidad por la UNESCO. También se afirma a menudo que Fanjing shan es la quinta montaña sagrada del Budismo chino.
Lu shan es también una montaña sagrada importante en el Budismo chino, especialmente para el Budismo de la Tierra Pura. Es el sitio del Templo Donglin, fundado por el patriarca de la Tierra Pura, Huiyuan.

#### Cinco montañas del Budismo Chan
El Budismo Chan desarrolló el «sistema de las cinco montañas y los diez templos» (五山十刹, wushan shicha), durante finales de la Dinastía Song del Sur (1127-1279).
Las cinco montañas donde se edificaron los principales monasterios Chan del imperio fueron:
- templo Lingyin (灵隐寺, Lingyin si) sobre la montaña Lingyin, prefectura de Hang, condado de Qiantang;
- templo Jingci (净慈寺, Jingci si) sobre la montaña Nanping, prefectura de Hang, condado de Qiantang;
- templo Jingshan (径山寺, Jingshan si) sobre la montaña Jing, prefectura de Hang, condado de Lin'an;
- templo Tiantong (天童寺, Tiantong si) sobre la montaña Tiantong, prefectura de Ming, condado de Yin;
- templo Ayuwang  (阿育王寺, Ayuwang si) sobre la montaña Ayuwang, prefectura de Ming, condado de Yin.

## Las cuatro montañas sagradas del Taoísmo

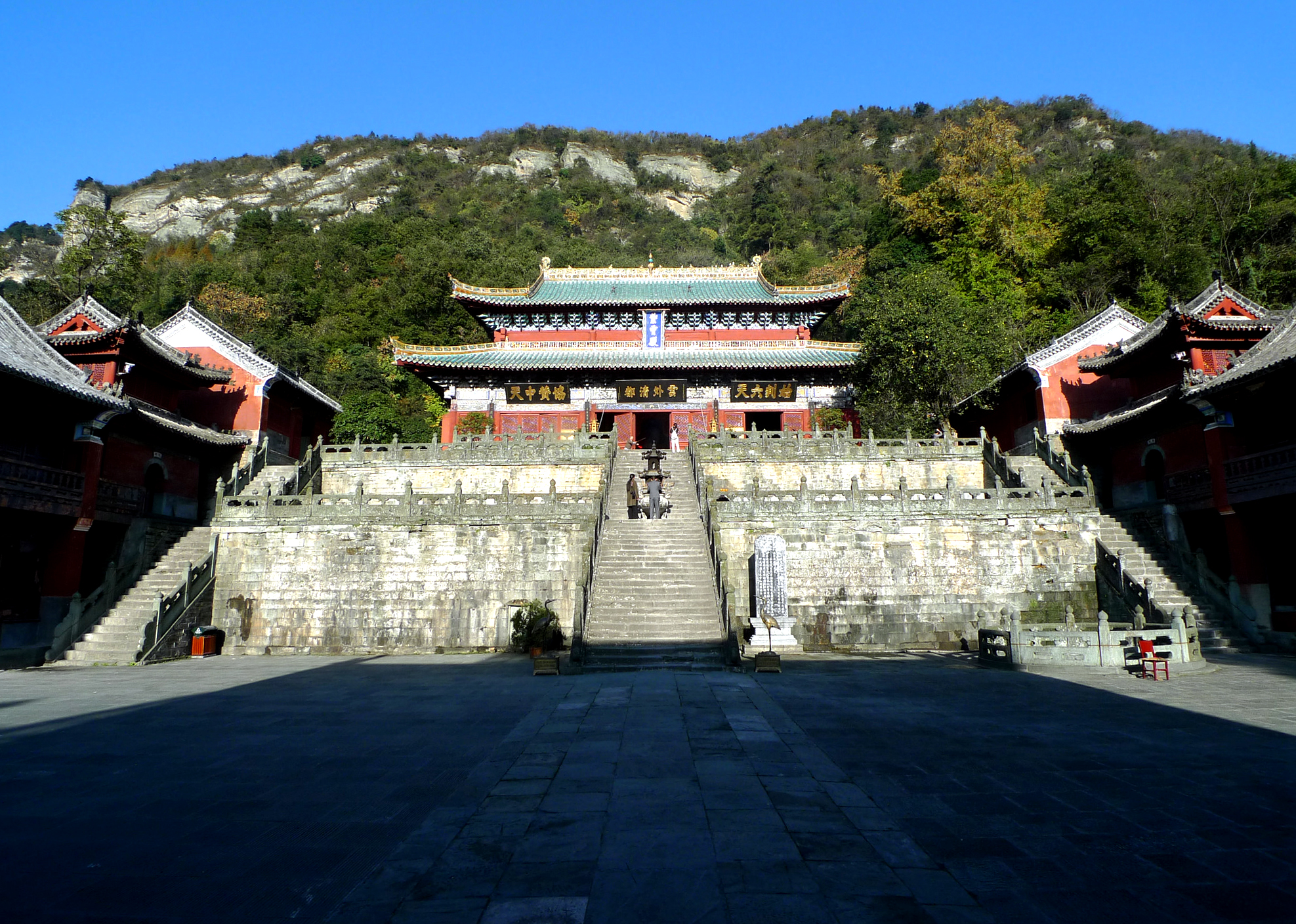
Los montes Wudang

Las «cuatro montañas sagradas» del Taoísmo son:

### Wǔdāng Shān
Literalmente «Medios militares» (en chino tradicional, 武當山; en chino simplificado, 武当山); parte noroeste de Hubei. Pico principal: 1612 m. 32°40′0″N 111°00′4″E / 32.66667, 111.00111.
Alberga un complejo de templos y monasterios taoístas, asociados con el Señor del Norte, Xuantian Shangdi. También es reconocido por ser el lugar de origen del Tai chi.

### Lónghŭ Shān
Literalmente «Dragón y Tigre» (en chino tradicional, 龍虎山; en chino simplificado, 龙虎山), Jiangxi. Pico principal: 247,4 m. 28°06′48.999″N 116°57′29.998″E / 28.11361083, 116.95833278
Es famosa por ser uno de los lugares de nacimiento del Taoísmo y particularmente importante para el Zhengyi Dao, con muchos templos taoístas construidos en la ladera de la montaña.

### Qíyún Shān
Literalmente «Nubes pulcras» (en chino tradicional, 齊雲山; en chino simplificado, 齐云山), Anhui. Pico principal: 585 m. 29°48′29.9988″N 118°01′56.9994″E / 29.808333000, 118.032499833

### Qīngchéng Shān
Literalmente «Muro de la ciudad verde brumoso» (en chino tradicional, 青城山; en chino simplificado, 青城山); (Ciudad cercana: Dujiangyan, Sichuan. Pico principal: 1260 m (cartografiado en 2007). En la historia china antigua, el área del monte Qingcheng era famosa por ser «El lugar más aislado de China». 30°58′35.73″N 103°30′59.90″E / 30.9765917, 103.5166389.

## Otras montañas con significado espiritual/religioso en China
Hay más montañas con un significado religioso en el país, como:
- «Tres montañas famosas» (Tres Shan, 三山):
  - Monte Lu
  - Monte Huang
  - Yandang

- «Cinco montañas de guarnición» (Cinco Zhen, 五镇):
  - Montaña Yiwulü
  - Monte Yi
  - Monte Wu
  - Monte Huo
  - Kuaiji

- Monte Lao
- Monte Mian
- Monte Sanqing
- Gongga
- Monte Changbai: considerado por los manchúes de la dinastía Qing como montaña sagrada
- Montañas Kunlun: la ubicación del melocotonero de la inmortalidad custodiado por Xiwangmu, la Reina Madre del Oeste
- Monte Tian

- Tres picos de montañas sagradas en Daocheng:
  - Chanodug
  - Chenresig
  - Jambeyang

- «Cuatro montañas sagradas en el Budismo tibetano»:
  - Amne Machin
  - Kailash
  - Ghado Jobo
  - Kawagarbo